# Gekröse
Als Gekröse (lateinisch Serosa intermedia) wird eine Bauchfellfalte an einem inneren Organ bezeichnet, die in der Regel als Aufhängeband fungiert und das Organ mit der Leibeswand verbindet. Es handelt sich um eine Serosa-Doppellamelle, die zwischen Organüberzug (Peritoneum viscerale) und der Wandauskleidung (Peritoneum parietale) verkehrt.
Entsprechend der Organbeteiligung wird das Gekröse unterteilt:
- Mesenterium ist der Oberbegriff für das Aufhängeband des Darms. In der Human- und Veterinäranatomie wird der Begriff auch einschränkend speziell für das Gekröse des Dünndarms, genauer des Jejunum (Mesojejunum) und des Ileum (Mesoileum), verwendet.
- Mesocolon: das Aufhängeband des Dickdarms
- Mesogastrium: der embryonale Aufhängeapparat des Magens, unterteilt in vorderes und hinteres Mesogastrium (in  der Tieranatomie Mesogastrium dorsale und ventrale), nach der Geburt als Omentum majus und Omentum minus.
- Mesovarium: den Aufhängeapparat des Eierstocks
- Mesosalpinx: jenen des Eileiters
- Mesometrium: die Bauchfellduplikatur beidseits der Gebärmutter

Die Bauchfellduplikaturen um die inneren weiblichen Geschlechtsorgane – Mesovar, Mesosalpinx und Mesometrium – werden auch als Ligamentum latum uteri zusammengefasst. Der Bauchfellüberzug der Hoden und Nebenhoden stellt insofern eine Besonderheit dar, als er mit dem Hodenabstieg seine physiologische Verbindung mit der Leibeshöhle verliert.
Das dem Gekröse anhaftende Fettgewebe wird als Mickerfett bezeichnet und zur Herstellung von Schmalz und Wurst verwendet. Umgangssprachlich wird das Wort Gekröse auch synonym für den Ausdruck Innereien gebraucht, der heute oft pejorativ belegt ist.